# Limia grossidens
Limia grossidens és una espècie de peix de la família dels pecílids i de l'ordre dels ciprinodontiformes.

## Morfologia
Els mascles poden assolir els 3,9 cm de longitud total i les femelles els 3,95.

## Distribució geogràfica
Es troba al sud-oest d'Haití.